# BookScan
BookScan — це постачальник даних для книговидавничої галузі, який збирає дані про точки продажу книг, що належить The NPD Group у Сполучених Штатах і компанії Nielsen у Великобританії, Ірландії, Австралії, Новій Зеландії, Індії, Південній Африці, Італії, Іспанії, Бразилії, Мексиці та Польщі.
У Сполучених Штатах Nielsen продала BookScan компанії NPD у 2017 році, і на цій території послугу перейменували на NPD BookScan. В інших країнах світу Nielsen BookScan продовжує працювати як незалежна служба.

## Інтернет-ресурси
- Nielsen BookScan, year 2017
- Nielsen BookScan